# Lourens Muller

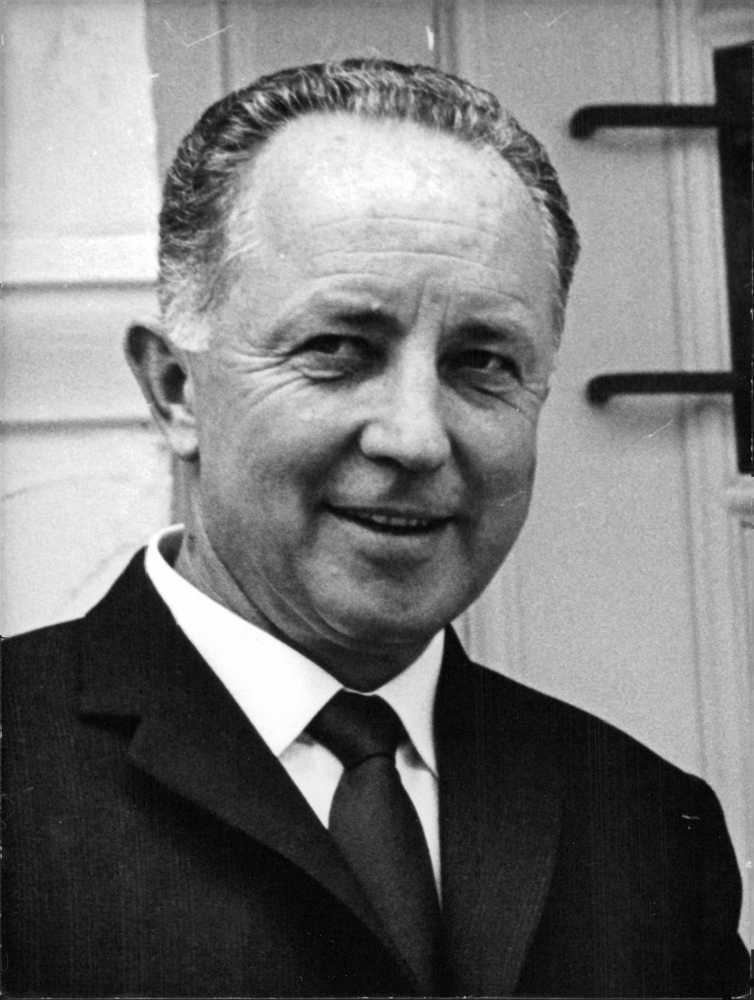
Lourens Muller (1970)

Stefanus Lourens Muller (* 27. September 1917 in Beaufort West, Kapprovinz, Südafrikanische Union; † 30. April 2005 in Somerset West, Westkap) war ein südafrikanischer Rechtsanwalt und Politiker der Nasionale Party (NP), der unter anderem mehrmals Minister verschiedener Ressorts war.

## Leben
Stefanus Lourens Muller war zunächst Mitarbeiter der Eisenbahngesellschaft SASH Suid-Afrikaanse Spoorweë en Hawens und absolvierte danach ein Studium der Rechtswissenschaft. Nach dessen Abschluss ließ er sich als Rechtsanwalt in Robertson nieder. Zu Beginn der 1960er Jahre begann er seine politische Laufbahn, als er in die Nasionale Party (NP) eintrat. Bei den Wahlen vom 8. Oktober 1961 wurde er zum Mitglied der Abgeordnetenkammer (Volksraad van Suid-Afrika) gewählt und vertrat in dieser bis 1979 den Wahlkreis Ceres. Nach der Wahl vom 30. März 1966 übernahm er im Kabinett Verwoerd II seine ersten Regierungsämter und war zunächst 1966 Vizeminister für Justiz. Im darauf folgenden Kabinett Vorster I war er zwischen dem 13. September 1966 und 1968 sowohl Vizeminister für die Polizei als auch Vizeminister für Wirtschaft und Vizeminister für Finanzen.
Im Zuge einer Kabinettsumbildung löste Muller 1968 P. K. Le Roux als Innenminister ab und bekleidete dieses Ministeramt bis zum 22. April 1970. Zugleich löste er den nunmehrigen Premierminister Balthazar Johannes Vorster 1968 als Polizeiminister ab und hatte diesen Ministerposten bis zum 29. April 1974 auch im Kabinett Vorster II. Im Kabinett Vorster II fungierte er zudem vom 18. Mai 1970 bis zum 29. April 1974 als Wirtschaftsminister. In dem am 29. April 1974 gebildeten Kabinett Vorster III übernahm er schließlich das Amt des Transportministers, das er vom 10. Oktober 1978 bis zu seiner Ablösung durch Chris Heunis im Februar 1979 auch im Kabinett Botha I innehatte.
Nachdem er aus der Nasionale Party ausgetreten war, schloss er sich der am 20. März 1982 vom ehemaligen NP-Minister Andries Treurnicht gegründeten Konserwatiewe Party (KP) an. Er übernahm allerdings keine politischen Ämter mehr.
Lourens Muller war mit der Sopranistin Hanlie van Niekerk verheiratet.